# Cerkiew św. Mikołaja Cudotwórcy w Radrużu
Cerkiew św. Mikołaja Cudotwórcy w Radrużu – dawna drewniana cerkiew greckokatolicka z 1931 znajdująca się w Radrużu w powiecie lubaczowskim.
Od lat 1970 użytkowana jako kaplica rzymskokatolicka.

## Historia obiektu
Cerkiew pw. św. Mikołaja Cudotwórcy została wybudowana na lewym brzegu potoku Radrużka w 1931 na miejscu poprzedniej. W 1960 wyposażenie ruchome świątyni zabezpieczono w ówczesnej Wojewódzkiej Składnicy Zabytków w Łańcucie. Gruntownie remontowana w końcu lat 1970. Odnowiono wtedy blachę  i oszalowano ściany gontem. W następnych latach  wykorzystywana do celów religijnych jako punkt katechetyczny i kaplica rzymskokatolickiej parafii Niepokalanego Poczęcia NMP w Horyńcu-Zdroju.

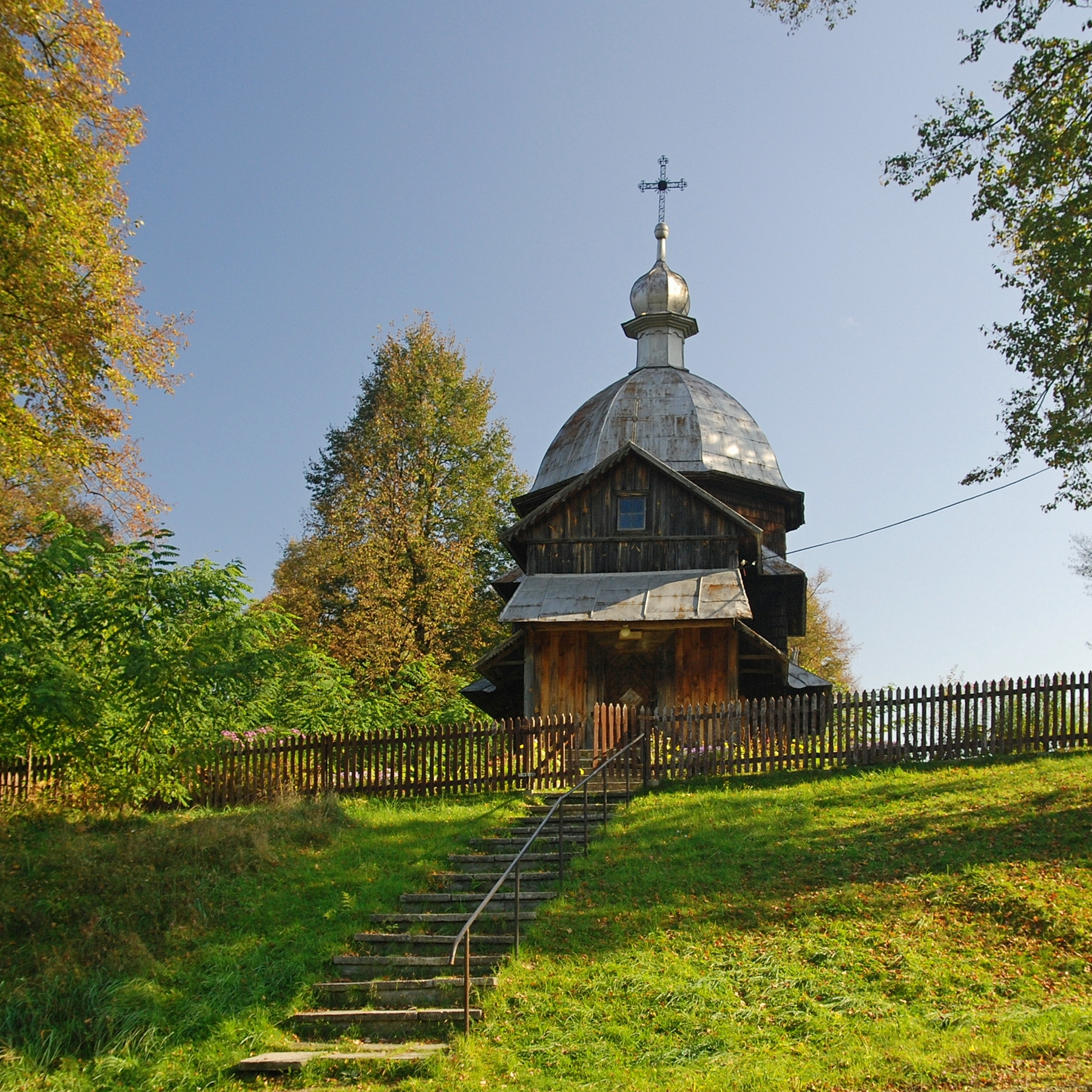
Wejście
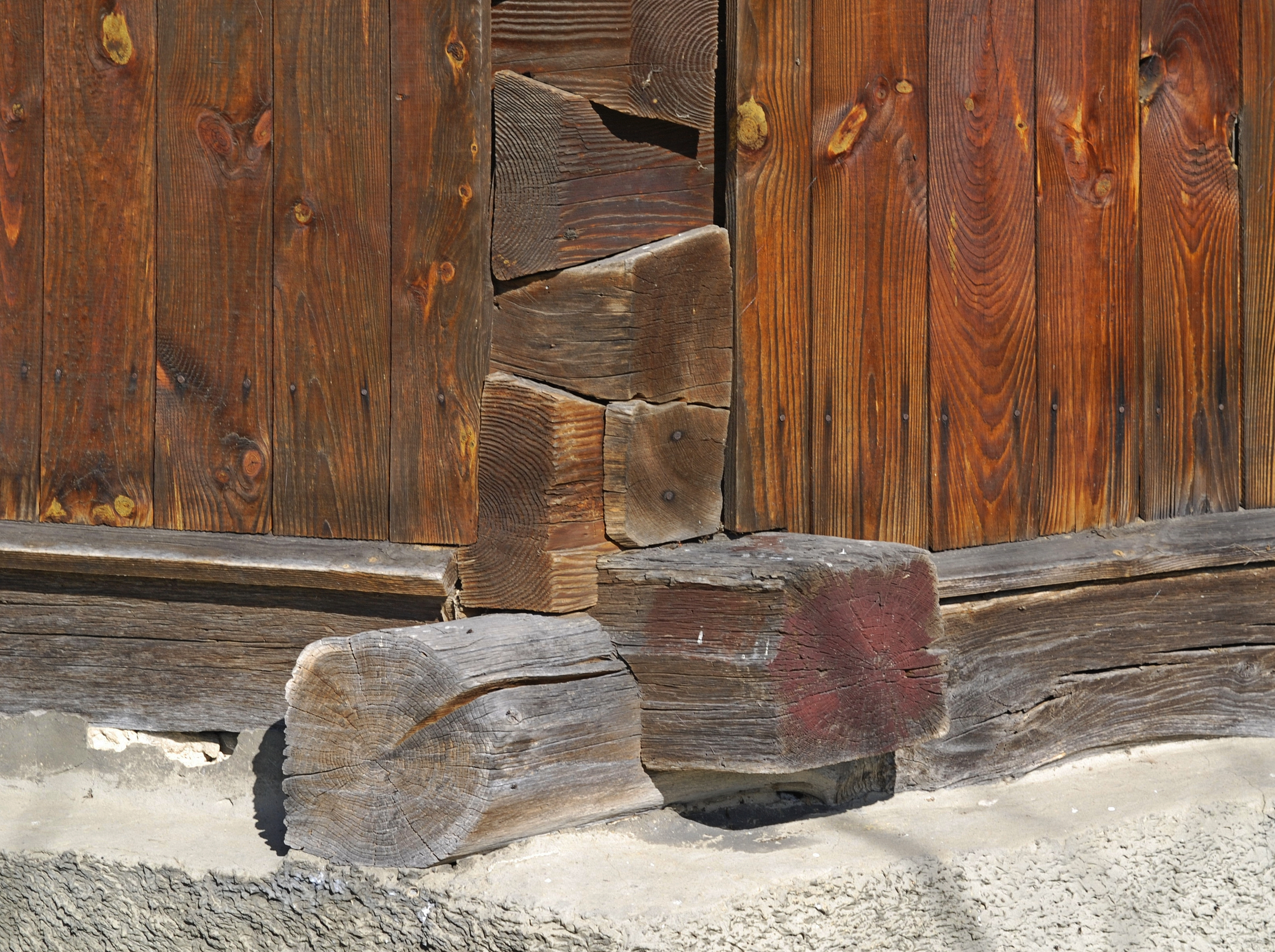
Konstrukcja
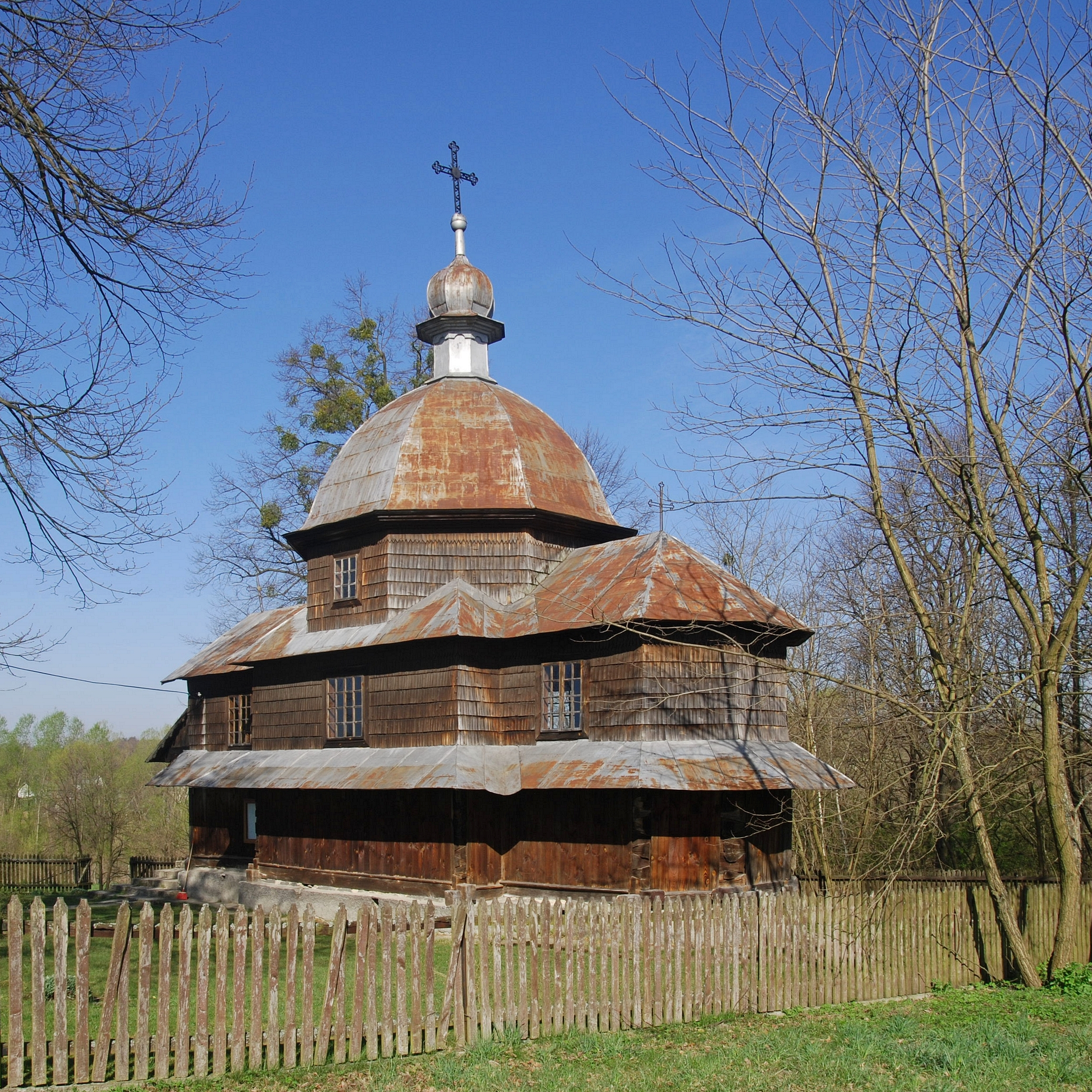
Elewacja wschodnia

## Architektura i wyposażenie
Świątynia posiada układ trójdzielny, z dużą ośmioboczną kopułą nad nawą główną. 
We wnętrzu cerkwi znajduje się XVIII wieczny obraz Matki Bożej Śnieżnej.

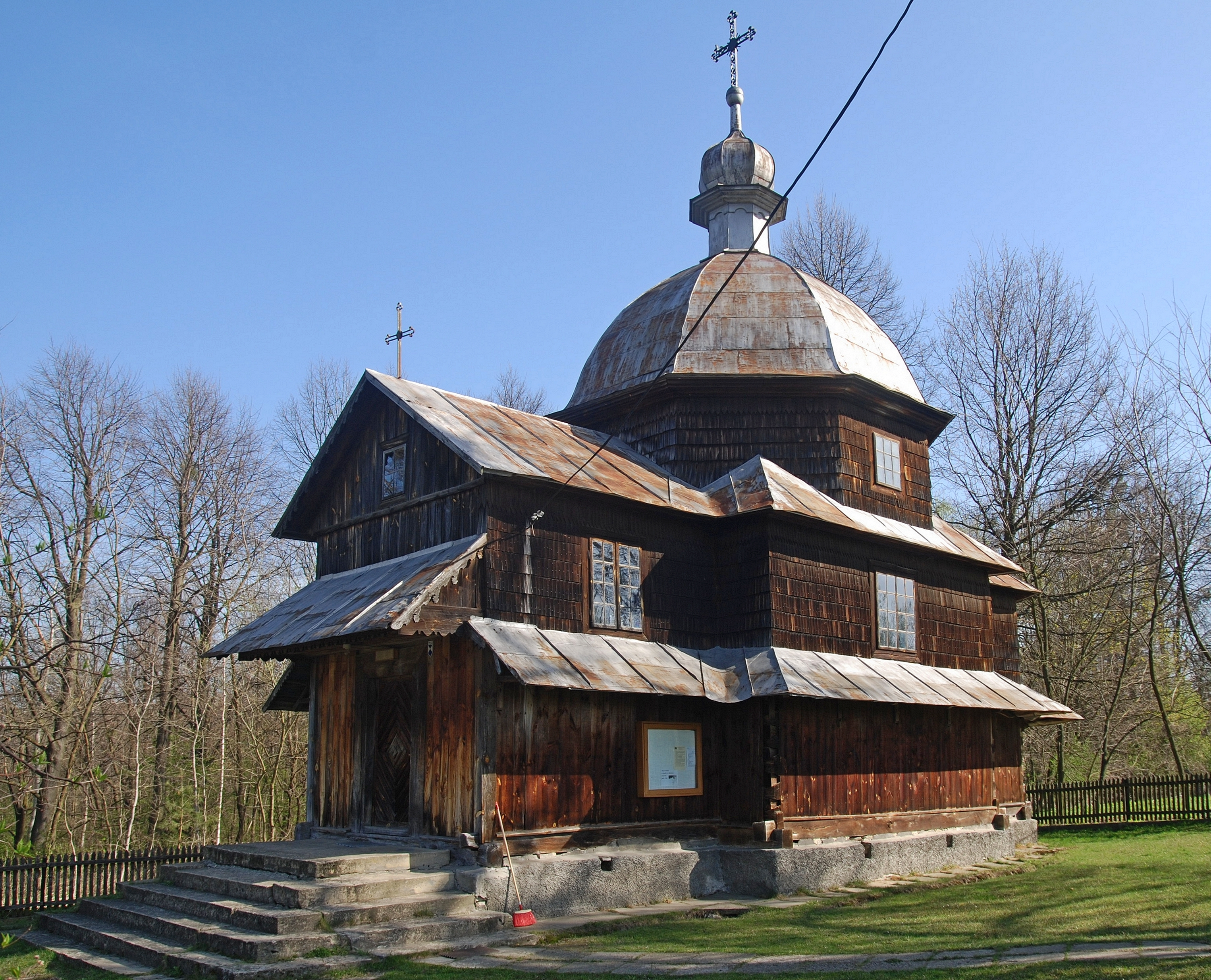
Elewacja zachodnia
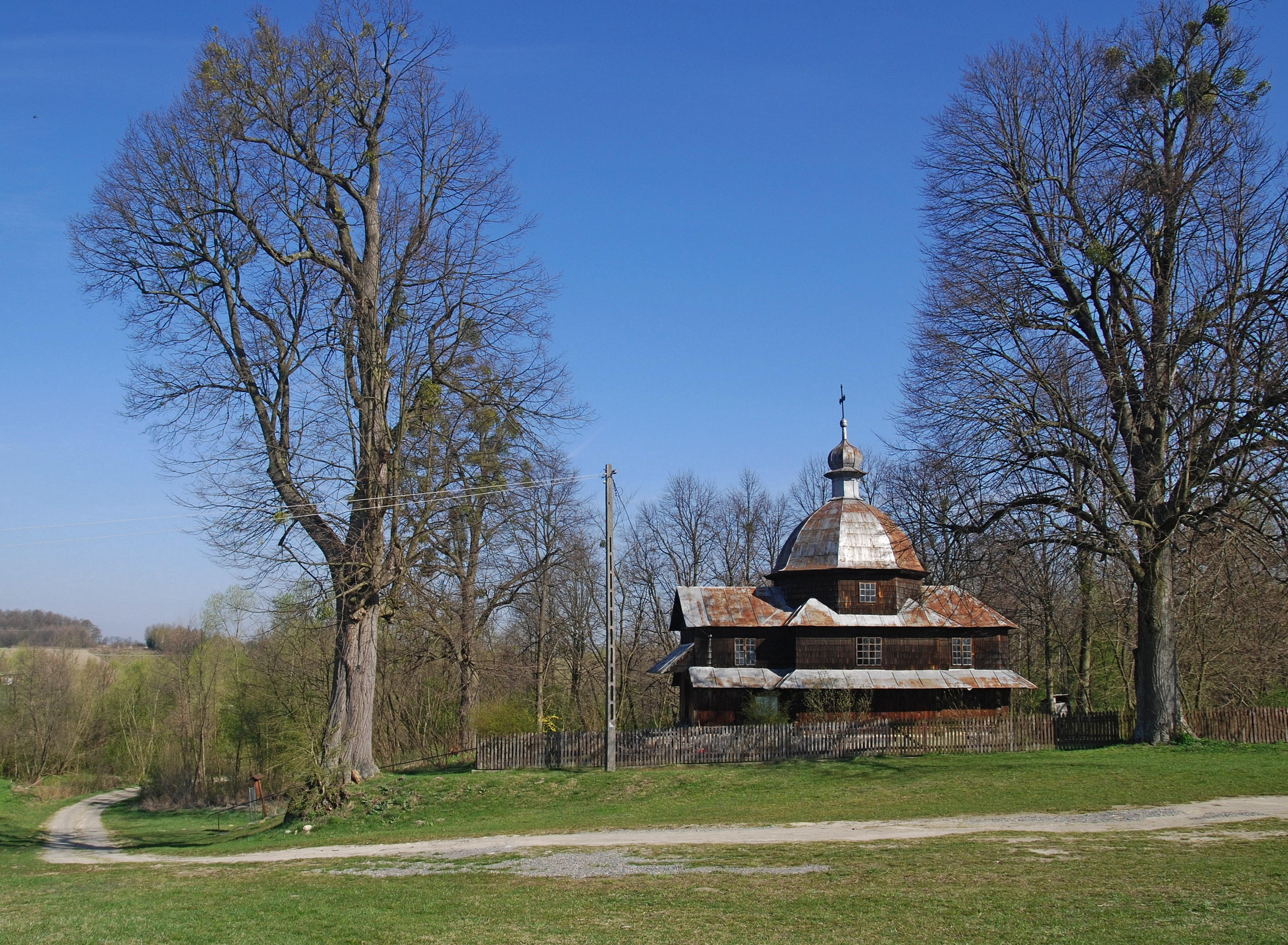
Widok ogólny